# MTV Video Music Awards de 2003
O MTV Video Music Awards (VMA) de 2003 foi ao ar em 28 de agosto de 2003, premiando os melhores videoclipes lançados entre 1 de junho de 2002 e 9 de junho de 2003. A premiação, ocorrida no Radio City Music Hall, em Nova Iorque, nos Estados Unidos, foi apresentada pelo comediante estadunidense Chris Rock, que já havia apresentado as edições de 1997 e 1999.
A cerimônia deste ano é principalmente lembrada por Madonna ter beijado Britney Spears e Christina Aguilera na boca durante a performance de abertura do evento, sendo que Spears e Aguilera cantaram "Like a Virgin" com elementos que remetiam para a atuação de Madonna na edição inaugural do VMA, em 1984. Em 2020, a Rolling Stone elegeu o momento dos beijos como o mais escandaloso da história do VMA.

## Performances
| Artista                                                 | Canção | Apresentado por                      |
| Pré-show                                                | Pré-show | Pré-show                             |
| ------------------------------------------------------- | --- | ------------------------------------ |
| Sean Paul                                               | "Like Glue" "Get Busy" "Gimme the Light"                                                                          | —                                    |
| The Black Eyed Peas                                     | "Where Is the Love?"                                                                                              | —                                    |
| Premiação                                               | |                                      |
| Madonna Britney Spears Christina Aguilera Missy Elliott | "Like a Virgin" (Spears e Aguilera) "Hollywood" (Madonna, Spears e Aguilera) "Work It"                            | —                                    |
| Good Charlotte                                          | "The Anthem" | Tony Hawk Bam Margera                |
| Christina Aguilera Redman Dave Navarro                  | "Dirrty" (Aguilera e Redman) "Fighter" (Aguilera e Navarro)                                                       | Nelly Murphy Lee                     |
| 50 Cent Snoop Dogg                                      | "P.I.M.P." | Eminem Special Ed (de Crank Yankers) |
| Mary J. Blige Method Man 50 Cent                        | "All I Need" (Blige) "Love @ 1st Sight" (Blige e Method Man) "Ooh!" (Blige e 50 Cent) "Family Affair" (Blige)     | DMX                                  |
| Coldplay                                                | "The Scientist"                                                                                                   | Justin Timberlake                    |
| Beyoncé Jay-Z                                           | "Baby Boy" (Beyoncé) "Crazy in Love"                                                                              | Pharrell Chester Bennington          |
| Metallica                                               | Medley de 20 anos do VMA: "Are You Gonna Go My Way" Smells Like Teen Spirit" Seven Nation Army" Beat It" Frantic" | —                                    |

## Vencedores e indicados
| Vídeo do Ano (apresentado por Adam Sandler e Snoop Dogg (com Don "Magic" Juan)) | Melhor Artista Revelação em um Vídeo (apresentado por Mýa e Pamela Anderson) |
| --- | --- |
| - Missy Elliott – "Work It" - 50 Cent – "In da Club" - Johnny Cash – "Hurt" - Eminem – "Lose Yourself" - Justin Timberlake – "Cry Me a River" | - 50 Cent – "In da Club" - The All-American Rejects – "Swing, Swing" - Kelly Clarkson – "Miss Independent" - Evanescence (com part. de Paul McCoy) – "Bring Me to Life" - Sean Paul – "Get Busy" - Simple Plan – "Addicted" |
| Melhor Vídeo Masculino (apresentado por Venus Williams e Serena Williams) | Melhor Vídeo Feminino (apresentado por Jimmy Fallon e o elenco de Queer Eye) |
| - Justin Timberlake – "Cry Me a River" - 50 Cent – "In da Club" - Johnny Cash – "Hurt" - Eminem – "Lose Yourself" - John Mayer – "Your Body Is a Wonderland" | - Beyoncé (com part. de Jay-Z) – "Crazy in Love" - Christina Aguilera (com part. de Redman) – "Dirrty" - Missy Elliott – "Work It" - Avril Lavigne – "I'm With You" - Jennifer Lopez – "I'm Glad" |
| Melhor Vídeo de Pop (apresentado por David Spade, Mary-Kate e Ashley Olsen) | Melhor Vídeo de Um Grupo (apresentado por Hilary Duff, Lil Jon e Jason Biggs) |
| - Justin Timberlake – "Cry Me a River" - Christina Aguilera (com part. de Redman) – "Dirrty" - Kelly Clarkson – "Miss Independent" - Avril Lavigne – "Sk8er Boi" - No Doubt (com part. de Lady Saw) – "Underneath It All" | - Coldplay – "The Scientist" - B2K (com part. de P. Diddy) – "Bump, Bump, Bump" - The Donnas – "Take It Off" - Good Charlotte – "Lifestyles of the Rich and Famous" - The White Stripes – "Seven Nation Army" |
| Melhor Vídeo de Rock (apresentado por Fred Durst e Jack Black) | Melhor Vídeo de R&B (apresentado por Kelly Clarkson e Ludacris) |
| - Linkin Park – "Somewhere I Belong" - Evanescence (com part. de Paul McCoy) – "Bring Me to Life" - Good Charlotte – "Lifestyles of the Rich and Famous" - Metallica – "St. Anger" - The White Stripes – "Seven Nation Army" | - Beyoncé (com part. de Jay-Z) – "Crazy in Love" - Aaliyah – "Miss You" - Ashanti – "Rock wit U (Awww Baby)" - R. Kelly – "Ignition (Remix)" - Nelly (com part. de Kelly Rowland) – "Dilemma" |
| Melhor Vídeo de Rap (apresentado por P. Diddy e Run-D.M.C.) | Melhor Vídeo de Hip-Hop (apresentado por LeBron James e Ashanti) |
| - 50 Cent – "In da Club" - 2Pac (com part. de Nas) – "Thugz Mansion" - Eminem – "Lose Yourself" - Ludacris (com part. de Mystikal) – "Move" - Nas – "I Can" | - Missy Elliott – "Work It" - Busta Rhymes (com part. de Mariah Carey) – "I Know What You Want" - Jay-Z (com part. de Beyoncé) – "'03 Bonnie & Clyde" - Nelly – "Hot in Herre" - Snoop Dogg (com part. de Pharrell e Uncle Charlie Wilson) – "Beautiful" |
| Melhor Vídeo de Dance (apresentado por Kelly Osbourne, Avril Lavigne e Duran Duran) | Melhor Vídeo de Um Filme (apresentado por Amy Lee, Ben Moody e Sean Paul) |
| - Justin Timberlake – "Rock Your Body" - Christina Aguilera (com part. de Redman) – "Dirrty" - Jennifer Lopez – "I'm Glad" - Mýa – "My Love Is Like...Wo" - Sean Paul – "Get Busy" | - Eminem – "Lose Yourself" (de 8 Mile) - JC Chasez – "Blowin' Me Up (with Her Love)" (de Drumline) - Madonna – "Die Another Day" (de Die Another Day) - Britney Spears (com part. de Pharrell) – "Boys (The Co-Ed Remix)" (de Austin Powers in Goldmember)                                                                                                   |
| Vídeo Inovador (apresentado por Carmen Electra, Dave Navarro e Iann Robinson) | Melhor Direção (apresentado por Carmen Electra, Dave Navarro e Iann Robinson) |
| - Coldplay – "The Scientist" - Floetry – "Floetic" - Kenna– "Freetime" - Queens of the Stone Age – "Go with the Flow" - Sum 41 – "The Hell Song" | - Coldplay – "The Scientist" (Diretor: Jamie Thraves) - Johnny Cash – "Hurt" (Diretor: Mark Romanek) - Missy Elliott – "Work It" (Diretores: Dave Meyers e Missy Elliott) - Sum 41 – "The Hell Song" (Diretor: Marc Klasfeld) - Justin Timberlake – "Cry Me a River" (Diretor: Francis Lawrence)                                                             |
| Melhor Coreografia | Melhor Efeitos Especiais |
| - Beyoncé (com part. de Jay-Z) – "Crazy in Love" (Coreógrafos: Frank Gatson e LaVelle Smith Jnr) - Christina Aguilera (com part. de Redman) – "Dirrty" (Coreógrafo: Jeri Slaughter) - Jennifer Lopez – "I'm Glad" (Coreógrafos: Jamie King e Jeffrey Hornaday) - Mýa – "My Love Is Like...Wo" (Coreógrafo: Travis Payne) - Justin Timberlake – "Rock Your Body" (Coreógrafo: Marty Kudelka) | - Queens of the Stone Age – "Go with the Flow" (Efeitos Especiais: Nigel Sarrag) - Missy Elliott – "Work It" (Efeitos Especiais: Realm Productions) - Floetry – "Floetic" (Efeitos Especiais: Base 2 Studios) - Radiohead – "There There" (Efeitos Especiais: John Williams and Dave Lea) - The White Stripes – "Seven Nation Army" (Efeitos Especiais: BUF) |
| Melhor Direção de Arte | Melhor Edição |
| - Radiohead – "There There" (Diretor de Arte: Chris Hopewell) - Johnny Cash – "Hurt" (Diretor de Arte: Ruby Guidara) - Missy Elliott – "Work It" (Diretor de Arte: Charles Infante) - Jennifer Lopez – "I'm Glad" (Diretor de Arte: Chad Yaro) - Queens of the Stone Age – "Go with the Flow" (Diretor de Arte: Tracey Gallacher) | - The White Stripes – "Seven Nation Army" (Editor: Olivier Gajan) - Johnny Cash – "Hurt" (Editor: Robert Duffy) - Missy Elliott – "Work It" (Editor: Chris Davis) - Kenna – "Freetime" (Editors: Vem e Tony) - Radiohead – "There There" (Editor: Ben Foley)                                                                                                 |
| Melhor Cinematografia | Prêmio MTV2 (apresentado por OutKast e Iggy Pop) |
| - Johnny Cash – "Hurt" (Diretor de Fotografia: Jean-Yves Escoffier) - Missy Elliott – "Work It" (Diretor de Fotografia: Michael Bernard) - No Doubt (com part. de Lady Saw) – "Underneath It All" (Diretor de Fotografia: Karsten "Crash" Gopinath) - Radiohead – "There There" (Diretor de Fotografia: Fred Reed) | - AFI – "Girl's Not Grey" - Common (com part. de Mary J. Blige) – "Come Close" - Interpol – "PDA" - Queens of the Stone Age – "No One Knows" - The Roots (com part. de Cody Chesnutt) – "The Seed (2.0)" |
| Escolha do Público (apresentado por Ben Stiller e Drew Barrymore) | Escolha do Público Internacional (Austrália) |
| - Good Charlotte – "Lifestyles of the Rich and Famous" - 50 Cent – "In da Club" - Beyoncé (com part. de Jay-Z) – "Crazy in Love" - Kelly Clarkson – "Miss Independent" - Eminem – "Lose Yourself" - Justin Timberlake – "Cry Me a River" | - Delta Goodrem – "Born to Try" - Amiel – "Lovesong" - Powderfinger – "(Baby I've Got You) On My Mind" - Rogue Traders – "One of My Kind" - The Vines – "Outtathaway!" |
| Escolha do Público Internacional (Brasil) | Prêmio Lifetime Achievement (apresentado por Kelly Osbourne e Avril Lavigne) |
| - Charlie Brown Jr. – "Papo Reto (Prazer É Sexo, o Resto É Negócio)" - B5 – "Matemática" - Wanessa Camargo – "Sem Querer" - Capital Inicial – "Quatro Vezes Você" - CPM 22 – "Desconfio" - Detonautas Roque Clube – "Quando o Sol Se For" - Engenheiros do Hawaii – "Até o Fim" - Frejat – "Eu Preciso Te Tirar do Sério" - Jota Quest – "Só Hoje" - Kelly Key – "Adoleta" - Kid Abelha – "Nada Sei (Apnéia)" - KLB – "Por Causa de Você" - Marcelo D2 – "Qual É?" - Os Paralamas do Sucesso – "Cuide Bem do Seu Amor" - Pitty – "Máscara" - Rouge – "Brilha la Luna" - Sepultura – "Bullet the Blue Sky" - Skank – "Dois Rios" - Tihuana – "Bote Fé" - Titãs – "Isso" - Tribalistas – "Já Sei Namorar" | Duran Duran |